# Au Lapin Agile
Au Lapin Agile  es un óleo sobre lienzo de 1905 de Pablo Picasso. Describe el interior del Lapin Agile, un famoso cabaret en Montmartre. La composición fue producida durante el período rosa de Picasso e incluye un autorretrato del artista, que por entonces frecuentaba el local. La pintura está listada como una de las pinturas más caras de la historia después de alcanzar un precio de 40,7 millones de dólares en una subasta en Sotheby's el 27 de noviembre de 1989. Se exhibe en la colección del Museo Metropolitano de Arte de Nueva York.

## Historia
Esta pintura fue realizada en 1905, pocos años después de que el joven Picasso y su amigo Carlos Casagemas se instalaran en París en 1900. No solo encontraron un nuevo círculo social entre los artistas de Montmartre, sino que también conocieron a una costurera casada llamada Germaine Pichot. Casagemas se obsesionó con Pichot y la persiguió sin descanso, pero sus afectos nunca fueron correspondidos. Picasso y sus amigos frecuentaban el cabaret Lapin Agile, donde bebían e intercambiaban ideas con otros artistas. El 17 de febrero de 1901, tomando una copa al anochecer con amigos, Casagemas disparó contra Pichot con un revólver y a continuación se disparó en la cabeza. Picasso quedó muy afectado por la muerte de su amigo y este acontecimiento trágico es considerado un importante catalizador para el inicio de su periodo azul. Sin embargo, a pesar de este trauma emocional, Picasso tuvo un romance con Pichot después del suceso. En 1905, el dueño del Lapin Agile, Frédéric Gérard, le pidió que hiciera un cuadro para el interior del local. Picasso estuvo de acuerdo a cambio de bebida y comida gratis y creó Au Lapin a sus 25 años.

## Descripción
Au Lapin describe una imagen melancólica de una pareja sentada en la barra del Lapin Agile. La composición es sencilla, con escasos detalles al fondo, excepto la presencia de la barra en la que la pareja toma sus bebidas y un pequeño escenario al fondo. La pintura presenta tres figuras, un arlequín en primer plano, una mujer sentada a su lado llevando un vestido naranja y una boa de plumas, y un guitarrista que toca en una silla al fondo. Picasso transmite una escena sombría utilizando principalmente tonos oscuros de color marrón rojizo. El estilo de la obra recuerda los trabajos de Henri de Toulouse-Lautrec.
La obra muestra figuras de la vida personal del pintor durante este periodo. El arlequín es un inquietante autorretrato de Picasso, mientras la mujer sentada junto a él es Germaine  Pichot. El guitarrista es Frédéric Gérard, el dueño del cabaret. Picasso se pintó a sí mismo como la figura más prominente en la escena, asegurándose también de que el cuadro ocupara una posición destacada en la sala principal del cabaret donde iba a ser colgado.
El historiador del arte de la Universidad de Columbia Theodore Reff ha notado la alienación de la pareja, lo que podría reflejar el estado de ánimo de Picasso en compañía de Pichot, tras la muerte de Casagemas.

## Procedencia
Frédéric Gérard encargó la pintura y la exhibió en el Lapin Agile de 1905 a 1912, cuando fue vendida a un coleccionista alemán.
En 1952, Joan Whitney Payson compró la pintura en Nueva York por 60,000 dólares. Cuando murió en 1975, fue heredada por su hija, Lorinda de Roulet.
El 27 de noviembre de 1989, Walter H. Annenberg compró la pintura en una subasta a la familia de Joan Whitney Payson por 40,7 millones de dólares. Regaló la pintura al Museo Metropolitano de Arte.